# Kalter Tag
Kalter Tag ist die Bezeichnung für Tage, an denen die Tagestemperatur durchwegs tief liegt. Es gibt verschiedene gänzlich abweichende Definitionen, sodass der Begriff zu Vergleichszwecken wenig brauchbar ist:
- Tage mit Tageshöchsttemperatur unter plus 10 °C[5], teilweise für die Tropen auch unter +12 °C[6] – in der deutschsprachigen Meteorologie ist die Angabe kalter Tage in diesem Sinne heute unüblich,[7] man gibt die Heiztage unter +12 °C oder +15 °C an
- Kalter Tag definiert als Tag mit einer Höchsttemperatur von minus 10 °Celsius,[8] also ein Tag mit strengem Frost. Die zweite Definition ist auch in der Witterungsklimatologie von Bedeutung, insbesondere wenn man Klassifikationssysteme für Witterungstypen definiert, ist die −10-°C-Grenze interessanter als die +10-°C-Grenze. In den USA werden wegen der Verwendung der Fahrenheit-Temperaturskala im Allgemeinen andere Temperaturschwellen zur Definition verwendet.[9]
- daneben findet sich die Bezeichnung auch für das, was als Frosttag (Tagestiefsttemperatur < 0 °C), oder Eistag (Tageshöchsttemperatur < 0 °C) definiert ist, oder für die Tagesmitteltemperatur ≤ 0 °C[10]

Meistens wird im Plural von kalten Tagen gesprochen. Damit wird vor allem die Anzahl der kalten Tage für einen bestimmten Zeitraum angegeben, also meistens für einen Monat, einen Winter oder ein Jahr.
Eine gänzlich andere Verwendung ist, allgemein ‚kalte (kältere, zu kalte)‘ und ‚warme‘ Tage gegeneinander zu stellen, der [zu] kalte Tag ist dann ein Tag, an dem die Tagesmitteltemperatur die jeweilige (langfristige) Durchschnittstemperatur, die für diesen Kalendertag ermessen wurde, unterschreitet (Kälteanomalie), die anderen Tage sind [zu] warme Tage (Wärme-/Hitzeanomalie). Das trifft eine Aussage über die Temperatur relativ zur (lokalen, längerfristigen) Mitteltemperatur, keine über Absolutwerte.